# 東園基愛
東園 基愛（ひがしぞの もとなる、嘉永4年6月14日〈1851年7月12日〉 - 大正9年〈1920年〉11月10日）は、江戸時代末期から大正時代にかけて活躍した公家、華族（子爵）。羽林家の家格を有した東園家の第12代当主。孝明・明治・大正と三代の天皇に仕え、侍従、宮中顧問官、掌典次長を歴任した。

## 生涯

### 誕生と幼少時代
嘉永4年6月14日（1851年7月12日）、東園基敬の長男として生まれた。母は賀茂県主氏出身の山本氏鍛の娘。
嘉永5年3月27日（1852年5月15日）、叙爵された。安政6年11月27日（1859年12月20日）、元服し昇殿を許され、従五位上に叙された。

### 明治天皇の侍従

#### 侍従就任、諸国に供奉す（1868 - 1873）
慶応4年正月、国事書記御用掛を命じられた。4月、明治天皇の大坂親幸に供奉した。閏4月21日（1868年6月11日）、明治天皇の近習となった。9月8日（10月23日）、明治に改元される。9月14日（10月29日）には侍従に任じられた。また同月中には紫掛緒の着用を免許された。10月、明治天皇の東幸に供奉した。
明治2年3月7日（1869年4月18日）、伊勢神宮親拝と東京再幸に供奉した。7月8日（8月15日）、百官が廃止された。7月19日、鎌倉宮落成のため遷宮に供奉した。8月22日（9月27日）、改めて侍従に任じられた。明治3年5月12日（1870年6月10日）、臨時の御乗馬御用掛に任命された。11月21日（1871年1月11日）には神楽御人数を拝命した。
明治4年7月28日（1871年9月12日）、侍従を免じられ、次侍従に降格させられた。8月12日（9月26日）には職掌分担が取り決められ、御乗馬掛となった。9月22日（11月4日）、侍従に再任された。翌5年5月23日（1873年6月28日）、西国への巡幸に供奉した。

#### 樺太への視察出張の代行（1873 - 1876）
明治6年（1873年）3月、函泊でロシア帝国軍との衝突事件が発生した。11月8日、これを受けて宮内卿徳大寺実則・宮内少輔吉井友実らは、すでに決定していた東北巡幸の視察を兼ねてか侍従の派遣を明治天皇に要請した。翌日には高島鞆之助・山口正定が樺太視察を命じられ、12月に入って筑波艦で赴くが風濤により函館に帰った。そこで黒田清隆は新たな侍従の派遣を提案し、基愛を推薦、12月31日、基愛は樺太出張を命じられた。
明治7年（1874年）1月1日、基愛は堀基・時任為基と共に開拓使付属船である玄武丸に乗船し、横浜から出港した。1月4日に函館到着、翌5日に函館を出港し、7日の晩には楠渓（）沖合に至った。しかし海氷の影響で船の身動きが取れなくなったため、氷上に降りて渡り、8日に楠渓に上陸した。樺太在勤の権判官長谷部辰連らに会って慰労の勅語を伝達し、恩賜物を与えた。その後、栄浜、東白漘（）、楠苗（）、西白漘（）、西富内（）などを巡って視察し、2月14日に楠渓に戻った。4月3日、楠渓を出発し宗谷に上陸し、天塩、増毛、石狩、札幌、苫小牧、室蘭を視察し、函館を経て5月8日に帰京した。
明治8年（1875年）2月28日、英照皇太后の真影を下賜された。3月4日、嫡男の基光が生まれた。明治9年（1876年）6月2日からは奥羽巡幸に供奉した。

#### 家督継承と相次いだ死別（1876 - 1883）
明治9年（1876年）8月24日、父より家督を受け継いだ。
明治12年（1879年）2月21日、長女・英子（えいこ）が生まれたが、翌13年（1880年）3月27日に夭折した。明治15年（1882年）2月27日には次男・基靖（もとやす）が生まれたが、同年3月13日に夭折した。
明治15年（1882年）12月28日、御服掛主任に就任した。
明治16年（1883年）5月26日午後3時40分に父基敬が薨去した。基愛は同日中に内閣書記官宛てに『忌服御届』を提出し、同日より7月14日まで50日の忌、翌年5月中まで13か月の服を申請した。
同年9月6日に韶子内親王が薨御すると、9月9日の御霊遷式、10月5日の三十日祭、10月26日の御霊御遷座式に勅使として代参した。10月23日、明治天皇の日比谷練兵場行幸に供奉した。12月5日、近衞敬子（天璋院）の葬送に勅使として徳川家達邸に赴いた。

### 侍従・東園子爵

#### 新制侍従任命と子爵叙爵（1884 - 1885）
明治17年（1884年）3月6日、皇居炎上に際して24円90銭3厘余を献金した功により、木盃一個を賜った。3月21日、それまでの侍従が廃止されて3月22日に侍従職が設置され、基愛は改めて侍従に就任、六等官相当として月俸150円を受けた。5月9日、習志野での近衛兵演習があるため、伏見宮貞愛親王に従い大河内正質と共に出張し、5月11日に帰京した。7月8日、子爵に叙された。8月28日、スウェーデン国王オスカル2世の王子オスカル・カール・アウグストが来日し、新橋停車場にて侍従堀河康隆・荻昌吉等と共にこれを出迎えた。9月24日、元老院議官作間一介の葬送が執り行われ、勅使として作間邸に赴き、紅白絹二疋の下賜を担った。
明治18年（1885年）3月16日、近衛兵春季小演習が行われるため宮内省より岡田善長と共に相州へ出張することを命じられ、3月21日に出発した。7月1日、柳原光愛が薨去したことに伴い、勅使として柳原邸に参向した。7月24日、父島で起こった騒擾について民情を視察するため、毛利左門と共に小笠原島への差遣が命じられ、11月22日に出発し、12月25日に帰京した。

#### 華族世襲財産親族会議員（1886 - 1887）
| \| 東園基貞 \| 東園基貞 \| 東園基貞 \| 東園基貞 \| 東園基貞 \| 東園基貞 \| \| \| \| \| \| \| \| \| \| \| \| \| \| \| \| \| \| \| \| \| \| \| \| \| \| \| \| \| \| \| \| \| \| \| 藤井行学 \| 藤井行学 \| 藤井行学 \| 藤井行学 \| 藤井行学 \| 藤井行学 \| \| \| \| \| \| \| \| \| \| \| \| \| \| \| \| 東園基貞 \| 東園基貞 \| 東園基貞 \| 東園基貞 \| 東園基貞 \| 東園基貞 \| \| \| \| \| \| \| \| \| \| \| \| \| \| \| \| \| \| \| \| \| \| \| \| \| \| \| \| \| \| \| \| \| \| \| 藤井行学 \| 藤井行学 \| 藤井行学 \| 藤井行学 \| 藤井行学 \| 藤井行学 \| \| \| \| \| \| \| \| \| \| \| \| \| \| \| \| \| \| \| \| \| \| \| \| \| \| \| \| \| \| \| \| \| \| \| \| \| \| \| \| \| \| \| \| \| \| \| \| \| \| \| \| \| \| \| \| \| \| \| \| \| \| \| \| \| \| \| \| \| \| \| \| \| \| \| \| \| 東園基敬 \| 東園基敬 \| 東園基敬 \| 東園基敬 \| 東園基敬 \| 東園基敬 \| \| \| \| \| \| \| \| \| \| \| \| \| \| \| \| \| \| \| 植松雅言 \| 植松雅言 \| 植松雅言 \| 植松雅言 \| 植松雅言 \| 植松雅言 \| \| \| 富子 \| 富子 \| 富子 \| 富子 \| 富子 \| 富子 \| \| \| 藤井行道 \| 藤井行道 \| 藤井行道 \| 藤井行道 \| 藤井行道 \| 藤井行道 \| \| \| \| \| \| \| \| \| \| \| \| \| \| \| \| 東園基敬 \| 東園基敬 \| 東園基敬 \| 東園基敬 \| 東園基敬 \| 東園基敬 \| \| \| \| \| \| \| \| \| \| \| \| \| \| \| \| \| \| \| 植松雅言 \| 植松雅言 \| 植松雅言 \| 植松雅言 \| 植松雅言 \| 植松雅言 \| \| \| 富子 \| 富子 \| 富子 \| 富子 \| 富子 \| 富子 \| \| \| 藤井行道 \| 藤井行道 \| 藤井行道 \| 藤井行道 \| 藤井行道 \| 藤井行道 \| \| \| \| \| \| \| \| \| \| \| \| \| \| \| \| \| \| \| \| \| \| \| \| \| \| \| \| \| \| \| \| \| \| \| \| \| \| \| \| \| \| \| \| \| \| \| \| \| \| \| \| \| \| \| \| \| \| \| \| \| \| \| \| \| \| \| \| \| \| \| \| \| \| \| \| \| \| \| \| \| \| \| \| \| \| \| \| \| \| \| \| \| \| \| \| \| \| \| \| \| \| \| \| \| \| \| \| \| \| \| \| \| \| \| \| \| \| \| \| \| \| \| \| \| \| \| \| \| \| \| \| \| \| \| \| \| \| 東園基愛 \| 東園基愛 \| 東園基愛 \| 東園基愛 \| 東園基愛 \| 東園基愛 \| \| \| 桜井供義 \| 桜井供義 \| 桜井供義 \| 桜井供義 \| 桜井供義 \| 桜井供義 \| \| \| 嘉禰子 \| 嘉禰子 \| 嘉禰子 \| 嘉禰子 \| 嘉禰子 \| 嘉禰子 \| \| \| 植松雅平 \| 植松雅平 \| 植松雅平 \| 植松雅平 \| 植松雅平 \| 植松雅平 \| \| \| \| \| \| \| \| \| \| \| \| \| \| \| \| \| \| \| \| \| \| \| \| \| \| \| \| \| \| \| \| 東園基愛 \| 東園基愛 \| 東園基愛 \| 東園基愛 \| 東園基愛 \| 東園基愛 \| \| \| 桜井供義 \| 桜井供義 \| 桜井供義 \| 桜井供義 \| 桜井供義 \| 桜井供義 \| \| \| 嘉禰子 \| 嘉禰子 \| 嘉禰子 \| 嘉禰子 \| 嘉禰子 \| 嘉禰子 \| \| \| 植松雅平 \| 植松雅平 \| 植松雅平 \| 植松雅平 \| 植松雅平 \| 植松雅平 \| \| \| \| \| \| \| \| \| \| \| \| \| \| \| \| \| \| \| \| \| \| \| \| \| \| \| \| \| \| \| |          |          |          |          |          |  |  |          |          |          |          |          |          |  |  |        |        |        |        |        |        |  |  |          |          |          |          |          |          |  |  |      |      |      |      |      |      |  |  |          |          |          |          |          |          |  |  |  |  |  |  |  |  |  |  |  |  |  |  |
| 実父・実子を優先した。太字は会議員に就任した人物。 |          |          |          |          |          |  |  |          |          |          |          |          |          |  |  |        |        |        |        |        |        |  |  |          |          |          |          |          |          |  |  |      |      |      |      |      |      |  |  |          |          |          |          |          |          |  |  |  |  |  |  |  |  |  |  |  |  |  |  |
| 東園基貞 | 東園基貞 | 東園基貞 | 東園基貞 | 東園基貞 | 東園基貞 |  |  |          |          |          |          |          |          |  |  |        |        |        |        |        |        |  |  |          |          |          |          |          |          |  |  |      |      |      |      |      |      |  |  | 藤井行学 | 藤井行学 | 藤井行学 | 藤井行学 | 藤井行学 | 藤井行学 |  |  |  |  |  |  |  |  |  |  |  |  |  |  |
| 東園基貞 | 東園基貞 | 東園基貞 | 東園基貞 | 東園基貞 | 東園基貞 |  |  |          |          |          |          |          |          |  |  |        |        |        |        |        |        |  |  |          |          |          |          |          |          |  |  |      |      |      |      |      |      |  |  | 藤井行学 | 藤井行学 | 藤井行学 | 藤井行学 | 藤井行学 | 藤井行学 |  |  |  |  |  |  |  |  |  |  |  |  |  |  |
| |          |          |          |          |          |  |  |          |          |          |          |          |          |  |  |        |        |        |        |        |        |  |  |          |          |          |          |          |          |  |  |      |      |      |      |      |      |  |  |          |          |          |          |          |          |  |  |  |  |  |  |  |  |  |  |  |  |  |  |
| 東園基敬 | 東園基敬 | 東園基敬 | 東園基敬 | 東園基敬 | 東園基敬 |  |  |          |          |          |          |          |          |  |  |        |        |        |        |        |        |  |  | 植松雅言 | 植松雅言 | 植松雅言 | 植松雅言 | 植松雅言 | 植松雅言 |  |  | 富子 | 富子 | 富子 | 富子 | 富子 | 富子 |  |  | 藤井行道 | 藤井行道 | 藤井行道 | 藤井行道 | 藤井行道 | 藤井行道 |  |  |  |  |  |  |  |  |  |  |  |  |  |  |
| 東園基敬 | 東園基敬 | 東園基敬 | 東園基敬 | 東園基敬 | 東園基敬 |  |  |          |          |          |          |          |          |  |  |        |        |        |        |        |        |  |  | 植松雅言 | 植松雅言 | 植松雅言 | 植松雅言 | 植松雅言 | 植松雅言 |  |  | 富子 | 富子 | 富子 | 富子 | 富子 | 富子 |  |  | 藤井行道 | 藤井行道 | 藤井行道 | 藤井行道 | 藤井行道 | 藤井行道 |  |  |  |  |  |  |  |  |  |  |  |  |  |  |
| |          |          |          |          |          |  |  |          |          |          |          |          |          |  |  |        |        |        |        |        |        |  |  |          |          |          |          |          |          |  |  |      |      |      |      |      |      |  |  |          |          |          |          |          |          |  |  |  |  |  |  |  |  |  |  |  |  |  |  |
| |          |          |          |          |          |  |  |          |          |          |          |          |          |  |  |        |        |        |        |        |        |  |  |          |          |          |          |          |          |  |  |      |      |      |      |      |      |  |  |          |          |          |          |          |          |  |  |  |  |  |  |  |  |  |  |  |  |  |  |
| 東園基愛 | 東園基愛 | 東園基愛 | 東園基愛 | 東園基愛 | 東園基愛 |  |  | 桜井供義 | 桜井供義 | 桜井供義 | 桜井供義 | 桜井供義 | 桜井供義 |  |  | 嘉禰子 | 嘉禰子 | 嘉禰子 | 嘉禰子 | 嘉禰子 | 嘉禰子 |  |  | 植松雅平 | 植松雅平 | 植松雅平 | 植松雅平 | 植松雅平 | 植松雅平 |  |  |      |      |      |      |      |      |  |  |          |          |          |          |          |          |  |  |  |  |  |  |  |  |  |  |  |  |  |  |
| 東園基愛 | 東園基愛 | 東園基愛 | 東園基愛 | 東園基愛 | 東園基愛 |  |  | 桜井供義 | 桜井供義 | 桜井供義 | 桜井供義 | 桜井供義 | 桜井供義 |  |  | 嘉禰子 | 嘉禰子 | 嘉禰子 | 嘉禰子 | 嘉禰子 | 嘉禰子 |  |  | 植松雅平 | 植松雅平 | 植松雅平 | 植松雅平 | 植松雅平 | 植松雅平 |  |  |      |      |      |      |      |      |  |  |          |          |          |          |          |          |  |  |  |  |  |  |  |  |  |  |  |  |  |  |

明治19年（1886年）2月15日、宮内省の勅任・奏任の官等、年俸が改訂され、それに従って奏任二等として年俸1800円を下賜された。2月20日、沖縄県巡回を命じられ、2月26日に出発、3月31日に帰京した。5月15日の東京砲兵工廠および砲兵第一方面への行幸、5月18日の高等師範学校への行幸に供奉した。5月25日、伊地知正治の葬送があり、勅使として伊地知邸に赴き、紅白絹各二疋・真綿十屯・鰹節十連・神饌七台の下賜を担った。8月1日に施行された華族世襲財産法に従い、園基祥・高辻修長と共に壬生基修の華族世襲財産親族会議員となった。翻って基愛は植松雅平・園基祥・壬生基修の3名を華族世襲財産親族会議員に定めた。9月8日、章子内親王三年式年祭があり、霊殿・墓所に於いて明治天皇に代わり拝礼した。10月26日、山梨県に出張し、11月1日に帰京した。11月10日の伏見宮邸への行幸、11月26日の神奈川県長浦への行幸啓、11月29日の吹上御苑への行幸供奉した。11月30日、宮内省より対馬出張を命じられ、12月1日に浪速艦に乗り出発、12月13日に帰京した。
明治20年（1887年）4月18日、日比谷練兵場での除隊式天覧に供奉した。また、植松雅平・藤井行道と共に桜井供義の華族世襲財産親族会議員となった。4月21日、観桜会に供奉した。

#### 被災地の実地視察と救恤（1888 - 1898）
明治十八年の淀川洪水以来、災害発生に際して天皇から被災者救済と現地視察を行わせるために侍従を派遣するようになったが、次に見るように磐梯山の噴火以降その任を基愛が能く務めるようになった。

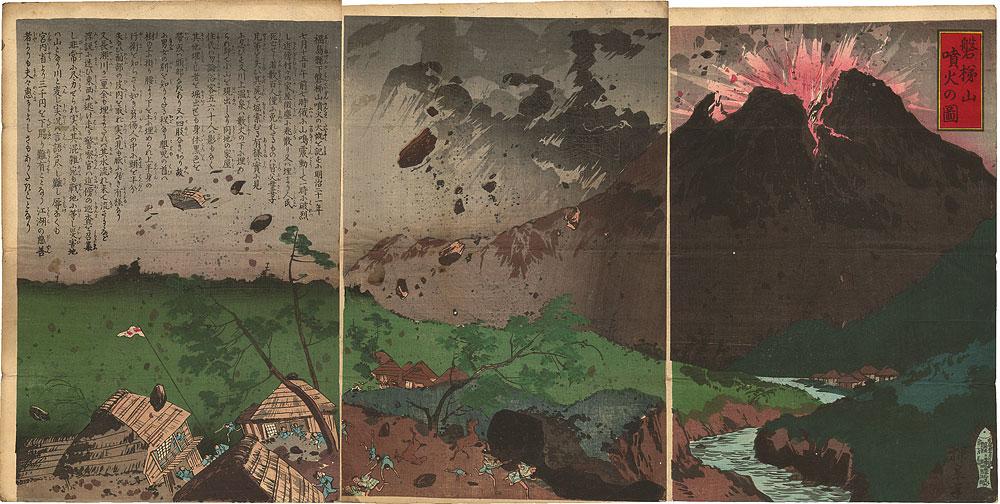
『磐梯山噴火の圖』井上探景画

明治21年（1888年）7月17日、磐梯山の噴火（1888年の磐梯山噴火）に対する被災地への実地視察として、会津への差遣を命じられた。基愛は即日東京を出発し、19日に会津に到着、21日に折田平内福島県知事の案内により長瀬川を検分した。この差遣の最中には天皇への奏上のため、泥の付着した繭や桑の葉、麻などを採取したという。23日に帰京し復命した。
明治22年（1889年）5月、平鹿郡横手町で失火があり、基愛はこの被災者に金10円を施与したが、これを受けて翌年（1890年）3月18日、賞勲局より木杯一箇を下賜された。
明治24年（1891年）11月12日、濃尾地震で被災した福井県（のち11月17日には滋賀県も追加）への視察を命じられ、翌13日に出発し、同月23日に帰京し、復命した。翌年（1892年）1月5日にはさらに岐阜県・愛知県への被災地視察を命じられ、1月17日に出発して、同日中に到着した。『官報』第2577号, pp. 10–11, 「彙報（雑事）：震災地実況視察」による視察の日程は以下の通り。

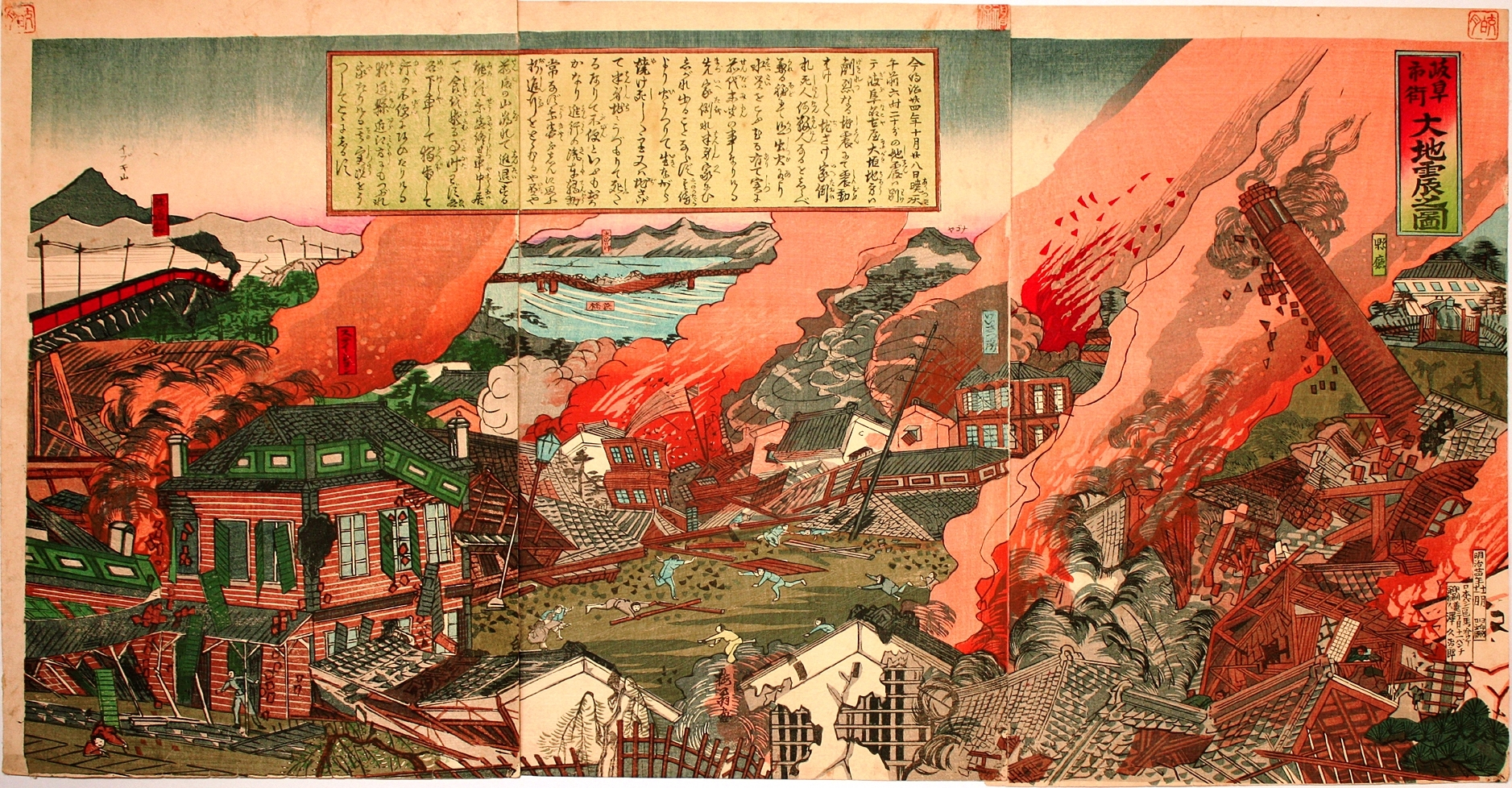
『岐阜市街大地震之圖』歌川国利画

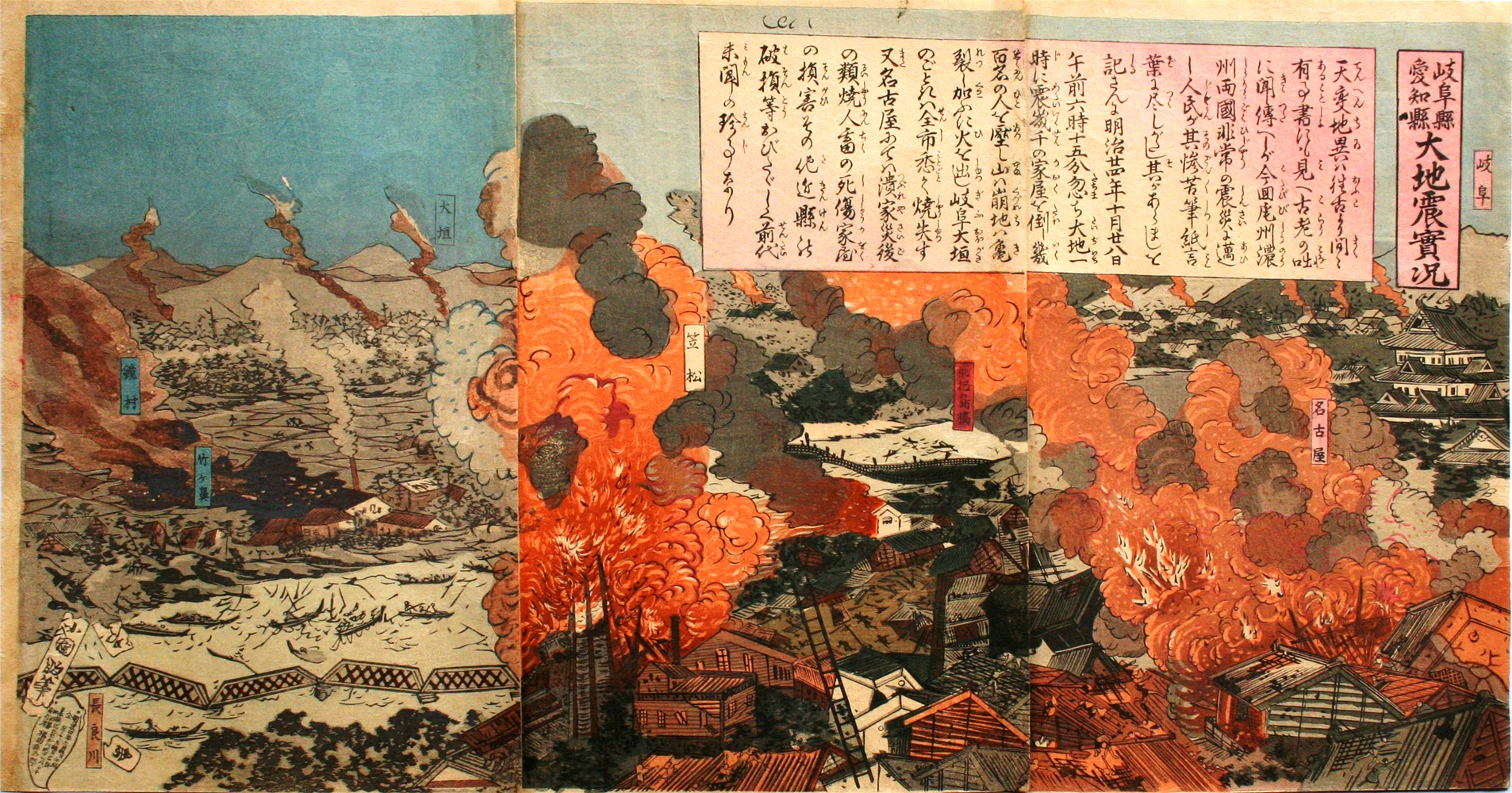
『岐阜縣愛知縣大地震實況』小国政画

1月18日
岐阜県庁で小崎利準知事に叡慮を伝えて現況を聞き、岐阜治療所で院長の案内を受け被災者を慰問、岐阜監獄署の様子、岐阜震災救育所で職業・学齢児童の授業、岐阜市の被災後の現状を視察。
1月19日
鏡島村・河渡村・加納町・領下村を視察、笠松町に一泊。
1月20日
竹ヶ鼻町の治療所・救育所、市之枝村・城屋敷村・八神村・成戸村、海西郡秋江村に至り、高須町に一泊。
1月21日
今尾町、野寺村・勝賀村に至り、次いで御寿村・大薮村の大薮洗堰工事視察、多芸郡船着村の被災地視察、高田町を経て大垣町治療所・救育所視察、同町に一泊。
1月22日
大島堤視察、神戸村・新屋敷村・落合村、美江寺村・北方町に至り救育所を視察、岐阜市に一泊。
1月23日
芥見村・倉知村の陥落地、関町治療所・救育所を視察し、岐阜市に帰り一泊。
1月24日
山県郡高富村治療所・救育所、石畑の陥落地を視察、高木村・西深瀬村・梅原村の湛水地を点検、上願村治療所、岩利村・安食村を経て黒野村救育所を視察し、岐阜市に帰り一泊。
1月25日
厚見郡茜部村・鶉村・佐波村・高桑村、羽栗郡東小熊村、安八郡墨俣村、本巣郡穂積村を順に視察し、岐阜市に帰り一泊。
1月26日
各務郡鵜沼村救育所、加茂郡勝山村を視察し同郡太田町に一泊。
1月27日
可児郡今渡村・土田村・帷子村の陥落地、久々利村、土岐郡泉村を順に視察し同郡土岐津町に一泊。
1月28日
土岐郡多治見町の陶器窯の被害状況を視察し、同町に一泊。
1月29日
可児郡池田町屋村を視察し、内津峠を経て愛知県名古屋市に到着し一泊。
2月08日
帰京。
2月09日
明治天皇・昭憲皇太后に拝謁し復命。
明治26年（1893年）8月6日、八王子大火が発生し、8月10日に八王子差遣を命じられ同日中に参向し、翌11日に帰京した。
明治29年（1896年）6月15日、明治三陸地震が発生、甚大な津波被害を被った。6月18日、基愛が宮城・岩手への実地視察を命じられ、翌19日出発した。この視察では、被災者に迷惑が掛からぬよう質素を心がけ、草鞋履きで視察したという。行程は、『1896明治三陸地震津波』, p. 52などによると以下の通りである。

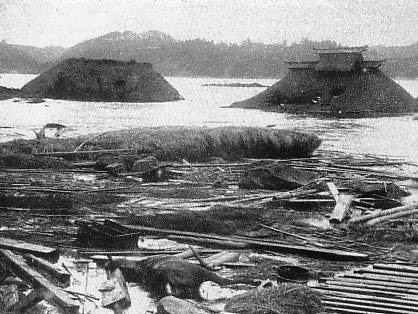
明治三陸地震の津波被害

6月20日
17時55分、盛岡到着。
6月21日
5時25分盛岡発、水沢経由、世田米村大又に一泊。
6月22日
気仙郡長部村を視察し、高田町に一泊。
6月23日
気仙郡米崎村・広田村・小友村・末崎村・大船渡村を視察し、同郡盛町に一泊。
6月24日
気仙郡末崎村・綾里村を視察し、同郡越喜来村に一泊。
6月25日
気仙郡越喜来村・吉浜村・唐丹村、南閉伊郡釜石町を視察し、同町に一泊。
6月26日
南閉伊郡鵜住居村・大槌町、東閉伊郡船越村・織笠村を視察。その後、岩手県警察一行と共に同郡山田町に到着。
6月27日
東閉伊郡山田町の日本赤十字社仮設病院を視察し、被災者に明治天皇の聖旨を伝達。その後同郡大沢村・津軽石村・磯鶏村・宮古町・鍬ヶ崎町を視察し、宮古町に一泊。
6月28日
東閉伊郡崎山村・田老村を視察し、田老村に一泊。
6月29日
北閉伊郡小本村・田野畑村を視察し、田野畑村に一泊。
6月30日
北閉伊郡普代村を視察し、同村に一泊。
7月01日
南九戸郡野田村・宇部村・久慈町を視察し、久慈町に一泊。
7月02日
南九戸郡夏井村、北九戸郡侍浜村・中野村・種市村を視察し、同村に一泊。
7月03日
北九戸郡種市村の残りの視察後、青森県三戸郡小船渡の被災地を視察し、同郡八戸町に一泊。
7月04日
青森県内を視察し、八戸町に帰り一泊。
7月05日
一番列車に乗車し青森発、13時盛岡駅を通過し、西磐井郡一関町に一泊。
7月06日
宮城県本吉郡気仙沼町へ赴く。
7月07日
本吉郡唐桑村・宿浜・片浜に上陸。
7月08日
志津川乗船の予定が風波が高く予定変更。
7月09日
8時10分志津川を発ち、波伝谷・長清水・相川・白浜を視察。
7月10日
7時10分白浜を発ち、9時雄勝浜に到着し視察、12時10分に発ち14時35分女川に到着。
7月12日
帰京。
7月13日には明治天皇に視察した内容を奏上し、7月16日には昭憲皇太后に拝謁し被災地の様子を伝えた。

このときの視察では、大條虎介・高橋元英・遠山勇徳の三人で救護に当たっていた小友村の救済所を訪れている。大條は基愛に対して、
憂きに泣く 蒼生草も 大君の めぐみの露に 袖しぼるなり—草莽の臣　大條虎介
という歌を献上しており、この歌は基愛を通じて明治天皇に奏上されたという。
明治30年（1897年）4月22日に発生した八王子大火では金2円の賑恤を行い、3年後の明治33年（1900年）12月2日に賞勲局より木杯一組を下賜されている。

#### 華族・官吏死去への勅使（1888 - 1898）
被災地への実地視察を行っている間にも、葬送に関して多く勅使を務めた。明治21年（1888年）9月11日には上級俸を、翌年（1889年）7月23日には三級俸を宮内省よりそれぞれ下賜され、さらに翌年（1890年）12月22日には二級俸を内閣より下賜された。明治24年（1891年）5月12日には明治天皇の京都行幸への供奉を命じられ、6月12日には中村正直葬送に勅使として参向し幣帛の下賜を担った。明治25年（1892年）11月15日、山田顕義の薨去を受けて弔問のため勅使として同邸に赴き、11月17日の葬送にも勅使として差遣され葬場・墓所にて焼香した。明治26年（1893年）2月8日、石井邦猷の葬送があり勅使として参向し白絹二疋の下賜を担った。明治27年（1894年）秋田差遣から帰京した翌日の9月14日には渡邊央葬送に勅使として参向し白絹二疋の下賜を担い、11月1日には広島から持参した戦利品を昭憲皇太后へ御覧に入れ、12月22日には薨去した前田献吉邸に勅使として参向し白絹二疋の下賜を担った。明治28年（1895年）2月16日には薨去した藤堂高猷邸に勅使として参向し白絹・供物の下賜を担い、5月3日には有栖川宮熾仁親王百日祭のため有栖川宮邸・墓所に勅使として参向し玉串を捧げ、11月3日には天長節祭の御代拝を務めた。明治29年（1896年）2月6日には亡くなった川田甕江邸に勅使として参向し白絹二疋の下賜を担い、12日には北白川宮能久親王百日祭に北白川宮邸・墓所に勅使として参向し玉串を捧げ、15日には平井希昌葬送に勅使として参向し白絹二疋の下賜を担い、18日には三条実美五年祭に勅使として参向し墓所にては玉串を捧げそののち三条邸にては祭粢料の下賜を担った。3月27日には孝明天皇陵への参向を命じられ、29日に出発した。5月17日には泰宮聡子内親王命名祭典にて代拝し、19日には杉山直矢葬送に勅使として参向し幣帛下賜を担った。6月11日には宮内省三等に叙された。12月22日の帝国大学行幸に際しては、帝国大学医科大学付属医院新築病室・寄宿舎・集会所を巡覧した。12月30日には毛利元徳葬送に勅使として参向し、勅を伝宣して幣帛・神饌等を伝え、続いて棺前・墓所にて玉串を捧げた。明治30年（1897年）7月18日には五条為栄の葬送に勅使として参向し幣帛の下賜を担い、8月17日の輝仁親王三年祭では勅使として代拝した。12月26日に島津忠義が薨去すると、12月28日に勅使として鹿児島市への参向を命じられた。翌年（1898年）1月1日に出発し、1月8日、明治天皇の勅使兼昭憲皇太后の御使として鹿児島市に在る島津忠義邸に赴き、勅使として勅語・幣帛・神饌などを、御使として幣帛紅白絹各一疋を遺族に与えた。1月9日には忠義の国葬が執り行われ、明治天皇・昭憲皇太后の御使として棺前および墓所にて玉串を奉奠した。1月18日に帰京した。
同年（1898年）2月17日に山階宮晃親王が薨御すると同日中に京都差遣が命じられ、翌日に出発した。2月25日には山階宮邸に勅使として参向し白地錦一巻・神饌七台の下賜を担い、翌日の葬送では宮邸・墓所にて玉串を捧げ、3月5日に帰京した。基愛は明治34年（1901年）2月17日の晃親王三周年御霊前祭にも勅使として参向し代拝、祭粢料を伝え玉串を捧げている。
また同年（1898年）3月24日、薨去した近衛忠熙邸に勅使として参向し勅語の伝宣と祭粢料8000円、白絹・供物などの下賜を、7月9日、薨去した神田孝平邸に勅使として参向し白絹二疋の下賜を担った。11月12日には猷仁親王十年式年祭の御霊殿祭・御墓祭に勅使として代拝した。
この間の明治23年（1890年）7月10日には華族会館に於いて貴族院伯子男三爵議員選挙が執り行われている。基愛は当選したが、7月16日、これを辞退した。歴史学者の佐々木克はこの辞退について、基愛以外にも多くの辞退者がいたことを見て、選挙執行前の7月8日に出された宮内省達により議員と宮内省内の部局との兼任ができないとされたためであり、貴族院議員であることよりも現職であることを選んだからであるとしている。

#### 久邇宮家の王女との再婚（1899 - 1903）
明治32年（1899年）3月14日、妻の忠子に先立たれた。9月5日、明治天皇より、久邇宮朝彦親王の第二王女である栄子女王との結婚を勅許された。基愛は、16日に鹿児島・兵庫への出張から帰京した後、26日に結婚した。
同年12月21日には薨去した池田茂政邸に勅使として参向し幣帛・神饌等の下賜を担った。明治33年（1900年）2月1日、旬祭を代拝した。同年2月3日には亡くなった本多康直邸に勅使として参向し幣帛を、2月27日には橋口兼三葬送に勅使として参向し白絹二疋を、3月2日には品川弥二郎葬送に勅使として参向し白絹二疋を伝えた。明治35年（1902年）1月22日には永山盛輝の葬送に勅使として参向し幣帛を伝達した。明治36年（1903年）1月28日には中村元雄葬送に勅使として参向し白絹二疋を、7月18日には長松幹葬送に勅使として参向し幣帛を、12月5日には亡くなった原田種成邸の勅使として参向し幣帛を伝達した。

#### 正倉院勅封開鍼閉封使節（1899 - 1915）
明治30年代から、前任の西四辻公業に代わって基愛は御物を扱う侍従として正倉院に参向し始めた。『官報』には明治32年（1899年）から差遣を命じられている様子が見て取れる。明治34年（1901年）には本条時乗から正倉院の鍵を移譲され、これ以降基愛率いる使節団が開鍼・閉封を担うようになった。以下に差遣の一覧を掲げた。
| 正倉院差遣一覧 | 正倉院差遣一覧 | 正倉院差遣一覧 | 正倉院差遣一覧 | 正倉院差遣一覧       | 正倉院差遣一覧          |
| 省命年月日     | 省命年月日     | 出発年月日     | 帰京年月日     | 同行者               | 備考 / 出典             |
| -------------- | -------------- | -------------- | -------------- | -------------------- | ----------------------- |
| 明治32年       | 1899年08月05日 | 1899年08月15日 |                |                      | [ 161 ] [ 162 ]         |
| 明治32年       | 1899年10月19日 | 1899年10月22日 | -              | -                    | [ 163 ] [ 164 ]         |
| 明治33年       | 1900年06月07日 | 1900年06月11日 | 1900年07月04日 | -                    | [ 165 ] [ 166 ] [ 167 ] |
| 明治33年       | 1900年10月20日 | 1900年10月25日 | 1900年11月19日 | -                    | 京都にも差遣される /    |
| 明治35年       | 1902年10月22日 | 1902年10月28日 | 1902年11月05日 | -                    | [ 171 ] [ 172 ] [ 173 ] |
| 明治35年       | 1902年11月26日 | 1902年11月27日 |                | -                    | 京都にも差遣される /    |
| 明治36年       | 1903年10月20日 | 1903年10月22日 | 1903年12月01日 | -                    | [ 176 ] [ 177 ] [ 178 ] |
| 明治37年       | 1904年11月07日 | 1904年11月10日 |                | -                    | [ 179 ] [ 180 ]         |
| 明治38年       | 1905年09月09日 |                |                | 京都にも差遣される / |                         |
| 明治40年       | 1907年09月26日 |                |                | -                    | 京都にも差遣される /    |
| 明治41年       | 1908年09月25日 |                |                | -                    | 京都にも差遣される /    |
| 明治42年       | 1909年09月13日 |                |                | -                    | 京都にも差遣される /    |
| 明治43年       | 1910年09月08日 |                |                | -                    | 京都にも差遣される /    |
| 大正元年       | 1912年10月12日 | -              | -              | -                    | 京都にも差遣される /    |
| 大正02年       | 1913年05月10日 | -              | -              | -                    | [ 187 ]                 |
| 大正02年       | 1913年06月04日 | -              | -              | 清水谷実英           | [ 188 ]                 |
| 大正02年       | 1913年09月19日 | -              | -              | 清水谷実英           | 京都にも差遣される /    |
| 大正04年       | 1915年08月30日 | -              | -              | 清水谷実英           | 京都にも差遣される /    |

#### 侍従に宮中顧問官を兼任（1904 - 1912）
明治37年（1904年）2月16日、宮中顧問官を兼任し、二等に叙された。4月13日、広瀬武夫葬送に勅使として築地水交社に参向し幣帛を伝えた。8月14日、川村純義が12日に薨去したことを受けて明治天皇の勅使として川村邸に参向し幣帛・神饌の下賜を担った。また、この年、伊藤博文の韓国差遣に随行することを命じられている。
明治38年（1905年）1月23日、内海忠勝葬送に勅使として参向し白絹二疋を伝えた。4月18日、鳥尾小弥太葬送に勅使として参向し白絹二疋を伝えた。12月19日、角田秀松葬送に勅使として参向し白絹二疋を伝えた。
明治39年（1906年）4月1日、日露戦争の功で金800円を下賜された。8月29日、亡くなった芹沢政温邸に勅使として参向し白絹二疋を伝えた。
明治40年（1907年）2月4日、鈴木大亮葬送に勅使として参向し白絹二疋を伝えた。8月2日、木下哲三郎葬送に勅使として参向し白絹二疋を伝えた。
明治41年（1908年）1月25日、石川敦古葬送に勅使として参向し幣帛を伝えた。7月14日、東伏見宮依仁親王に随行して京都帝国大学に赴き、その卒業式に於いて恩賜の銀時計を下賜した。7月26日、敬仁親王三十年式年祭に代拝を務めた。
同年11月21日、博経親王妃郁子の葬送に華頂宮邸・墓所に差遣され代拝を担った。翌42年（1909年）2月21日の郁子百日祭にも勅使として宮邸・墓所に差遣され代拝した。
明治42年（1909年）4月29日、勅使として北白川宮邸に参向し、北白川宮成久王・房子内親王の成婚を祝賀した。12月14日、賀陽宮邦憲王が薨去したことにより勅使として賀陽宮邸に参向し幣帛・神饌等を伝え、翌15日の葬送にも勅使として賀陽宮邸・墓所に差遣され、玉串を捧げた。
明治43年（1910年）5月13日、平山藤次郎葬送に勅使として差遣され、白絹二疋を伝えた。7月9日、徳川昭武薨去のため小梅邸に勅使として差遣され、幣帛・神饌と誄の伝宣を行った。7月20日、河鰭実文の葬送に勅使として参向し、白絹二疋を伝えた。12月11日、医学博士柏村貞一が亡くなったことを受け、勅使として参向し白絹二疋を伝えた。
明治44年（1911年）7月5日、甲斐敬直の葬送に勅使として参向し白絹二疋を伝えた。8月25日、薨去した平松時厚の邸に勅使として参向し白絹二疋を伝えた。11月3日、天長節にて勅使として代拝した。12月26日、古沢滋が亡くなったことを受けて古沢邸に勅使として参向し、幣帛を下賜した。
明治45年（1912年）1月6日、薨去した東久世通禧邸に勅使として参向し幣帛・祭粢料5000円の下賜を担い、霊前に焼香、誄を伝宣した。2月19日には石川・富山への差遣を命じられ、翌20日に出発、諸陵頭山口鋭之助と共に、1月中に治定された恒性王墓および昨年12月に修理が終了した大入杵命墓を検査し、25日に帰京、26日に復命した。7月26日には渡邊湊の葬送に勅使として参向し幣帛の下賜を担った。

### 大正天皇の治世

#### 先帝と有栖川宮の葬送（1912 - 1914）
大正元年（1912年）7月30日、大正天皇が践祚した。そして、明治天皇の葬送の儀式も同時並行で行われた。基愛は、9月10日の宮内省の命により明治天皇霊柩に供奉し、12月28日省命により伏見桃山陵起工奉告に勅使として参向した。大正2年（1913年）8月2日、明治天皇霊代奉遷の儀が執り行われ、権殿の儀における祭典で、勅使として代拝した。
大正2年（1913年）7月10日に有栖川宮威仁親王が薨去すると、7月16日には柩前に、7月17日には葬場に勅使として参向し玉串を捧げ、8月28日の五十日祭にも有栖川宮邸・墓所に勅使として参向し代拝した。8月31日には天長節祭があり宮中三殿に差遣され代拝した。9月6日には韶子内親王三十年式年祭があり勅使として霊殿・墓所に参向し代拝した。
また、元年中には、11月29日桜井規矩之左右葬送に付き勅使として桜井邸に赴き幣帛下賜を担い、12月11日省命により富山県に差し遣わされた。大正2年（1913年）には、2月18日に本居豊穎葬送に付き勅使として本居邸に赴き幣帛下賜を担い。3月29日には諸陵頭山口鋭之助・諸陵寮事務官神谷初之助と共に京都・大阪・奈良・三重・愛知・滋賀・和歌山への差遣を命じられた。5月24日には大正天皇が肺炎になったことを聞いた裕仁親王が雍仁親王・宣仁親王と共に基愛を通じてご機嫌伺いをした。6月28日には京都帝国大学へ差し遣わされ、7月11日に免じられた。大正3年（1914年）3月7日、3月5日に薨去した松田正久邸に勅使として参向し、幣帛・供物・花一対・祭粢料5000円の下賜を担い、誄を伝宣した。4月2日、省命により東京・京都・大阪・奈良・三重・岐阜・和歌山に差し遣わされた。

#### 皇太后と頼子妃の葬送（1914 - 1915）
大正3年（1914年）4月11日、昭憲皇太后の崩御に伴って設置された大喪使の祭官副長に正親町実正と共に就任したが、5月18日に依願辞職した。5月2日、霊柩を運ぶ引綱を執り、殯宮に遷した。7月20日、権殿・山陵での祭事のため臨時に祭官等が設置され、基愛は勧修寺経雄と共に祭官副長に就任した。基愛は権殿奉仕を命じられた。この祭官は翌年（1915年）4月12日に廃職となった。
同年（1914年）6月26日に彰仁親王妃頼子が薨去すると、翌27日には小松宮邸に勅使として参向して弔問し、7月4日には葬場に勅使として参向し玉串を奉奠した。
この間、6月10日には旧堂上華族保護資金調査委員に就任している。

#### 大正天皇の即位の大礼（1915）
大正4年（1915年）8月13日、大礼使事務官に就任し、翌14日に典儀部勤務となった。10月31日、内閣・宮内省より京都行幸供奉を命じられた。11月11日、即位礼後一日賢所御神楽の儀では、御学問所出御の際は神璽捧持の清水谷実英の後ろに縦列した。11月12日、御禊の儀では、出御に扈従し、小御所にては高辻宜麿と共に上段の間の西北に列立、基愛は荒世御服を供して授けられ、園池実康に伝えた。11月14日、大嘗祭が行われるが、大忌御湯の儀の後廻立殿へ渡御する際に大炊御門家政と共に御裾を奉仕した。11月16日からは大饗が行われ、基愛は宝剣を捧持した。
この間、8月31日には大正天皇日光駐輦中のため天長節祭に代拝し、9月6日、薨去した井上馨邸に勅使として参向し、幣帛・供物・花・祭粢料5000円の下賜を担い、霊前に誄を伝宣した。

#### 掌典次長の就任と晩年（1915 - 1920）
大正4年（1915年）12月28日、それまで掌典次長を務めていた九条道実が掌典長に昇任したことを受け、同日基愛が侍従より転じて掌典次長に就任した。
大正5年（1916年）2月11日、紀元節祭に奉仕した。4月1日、神武天皇二千五百年式年山陵祭が親祭にて執り行われ、神饌幣物供進の後基愛が祝詞を奏上した。10月22日、裕仁親王が立太子の礼に於ける賢所大前の儀の習礼を行い、これに掌典長九条道実と共に掌典次長の基愛が奉仕した。11月3日、裕仁親王の立太子の礼が挙行され、裕仁親王が賢所に参進する際に掌典次長として前行した。
大正6年（1917年）4月10日、東京奠都五十年奉祝博覧会に行啓した裕仁親王に、同会関係者（顧問）として武井守正（会長）・平山成信（副会長）・藤波言忠（顧問）と共に拝謁した。
大正8年（1919年）5月7日、裕仁親王の成年の礼が挙行され、裕仁親王が賢所に参進する際に掌典次長として前行した。11月23日、新嘗祭が挙行されるが、大正天皇は出御せず裕仁親王が便殿に参進して拝礼、この参進について基愛と濱尾新が前導した。
大正9年（1920年）11月9日、何事もなく宮内省への出仕から帰宅したのち23時15分に発病し、危篤に陥った。危篤に際しては、高等官一等に叙され、特旨により位一級を進めて正二位に昇叙させて勲一等瑞宝章を授けられ、大正天皇・貞明皇后から葡萄酒1ダースを下賜され、また裕仁親王から御尋として菓子を下賜された。翌10日午前、ついに薨去した。これを受けて、大正天皇から祭粢料3000円を、裕仁親王から祭資を下賜された。嫡男の基光はこのとき県知事として富山県に赴任しており、危篤の知らせを受け10日22時に帰京した。11月13日、葬送が行われ、勅使として侍従黒田長敬が差遣され幣帛を下賜した。
墓所は妹蓮瑞が住職を務めた西光庵。同地の墓碑によると戒名は現德院殿馨譽忠順基愛大居士。

### 出張等差遣一覧
本文中に記載したもの以外で、侍従としての出張歴を以下にまとめた。
| 出張一覧   | 出張一覧       | 出張一覧                                         | 出張一覧       | 出張一覧       | 出張一覧                     | 出張一覧                                 |
| 省命年月日 | 省命年月日     | 行先                                             | 出発年月日     | 帰京年月日     | 同行者                       | 備考 / 出典                              |
| ---------- | -------------- | ------------------------------------------------ | -------------- | -------------- | ---------------------------- | ---------------------------------------- |
| 明治20年   | 1887年10月11日 | 神奈川・静岡                                     | 1887年10月17日 |                |                              | [ 285 ] [ 286 ]                          |
| 明治20年   | 1887年11月05日 | 沖縄・鹿児島・長崎・広島                         | 1887年11月08日 | 1887年12月17日 |                              | [ 287 ] [ 288 ] [ 289 ]                  |
| 明治21年   | 1888年         | 習志野原                                         |                | 1888年01月28日 | 山口正定・米田虎雄・片岡利和 | [ 290 ]                                  |
| 明治21年   | 1888年02月04日 | 九州                                             |                | 1888年03月17日 | 万里小路通房                 | 小沢武雄参謀本部次長の旅行 /             |
| 明治22年   | 1889年         | 東北諸県                                         |                | 1889年07月04日 | 藤波言忠                     | [ 293 ]                                  |
| 明治22年   | 1889年09月16日 | 愛知県                                           | 1889年09月18日 | 1889年09月24日 |                              | [ 294 ] [ 295 ] [ 296 ]                  |
| 明治22年   | 1889年10月23日 | 神奈川県藤沢                                     | 1889年11月06日 |                | 広幡忠朝                     | 近衞諸兵機動演習のため /                 |
| 明治23年   | 1890年03月22日 | 北海道新冠御料牧場                               | 1890年03月29日 | 1890年05月09日 | 日根野要吉郎                 | 片岡利和に代わり差遣 /                   |
| 明治23年   | 1890年         | 栃木県日光                                       | 1890年05月22日 | 1890年05月28日 |                              | [ 304 ] [ 305 ]                          |
| 明治23年   | 1890年10月02日 | 群馬県富岡製糸場                                 | 1890年10月03日 | 1890年10月04日 | -                            | [ 306 ] [ 307 ] [ 308 ]                  |
| 明治23年   | 1890年10月14日 | 福島・埼玉・茨城・宮城                           | 1890年10月17日 | 1890年11月26日 | -                            | [ 309 ] [ 310 ] [ 311 ]                  |
| 明治24年   | 1891年08月10日 | 三重県二見                                       | 1891年08月12日 | 1891年08月17日 | -                            | [ 312 ] [ 313 ] [ 314 ]                  |
| 明治24年   | 1891年08月11日 | 御料局生野支庁                                   | 1891年08月19日 | 1891年08月29日 | -                            | [ 315 ] [ 314 ] [ 316 ]                  |
| 明治24年   | 1891年09月11日 | 福岡・佐賀・長崎・兵庫                           | 1891年09月14日 | 1891年10月30日 | -                            | [ 317 ] [ 318 ] [ 319 ]                  |
| 明治25年   | 1892年         | 江戸川筋御猟場                                   | 1892年02月28日 |                | -                            | [ 320 ]                                  |
| 明治25年   | 1892年03月28日 |                                                  | 1892年03月30日 | 1892年05月23日 | 広幡忠朝                     | 海軍大演習のため /                       |
| 明治25年   | 1892年06月18日 | 新潟県                                           | 1892年06月20日 | 1892年06月29日 | -                            | [ 324 ] [ 325 ] [ 326 ]                  |
| 明治25年   | 1892年08月05日 | 大阪・兵庫・岡山・徳島                           | 1892年08月07日 | 1892年09月13日 | -                            | [ 327 ] [ 328 ] [ 329 ]                  |
| 明治26年   | 1893年04月05日 | 三重県                                           | 1893年04月06日 |                | -                            | [ 330 ] [ 331 ]                          |
| 明治26年   | 1893年05月02日 | 山梨・長野・岐阜・愛知の御料林                   | 1893年05月05日 | 1893年05月25日 | 岩村通俊                     | [ 332 ] [ 333 ] [ 334 ]                  |
| 明治26年   | 1893年09月12日 | 宮城・福島・岩手・長野・山形・青森               | 1893年09月15日 | 1893年10月18日 | -                            | [ 335 ] [ 336 ] [ 337 ]                  |
| 明治27年   | 1894年0        | 千葉・埼玉                                       | 1894年01月19日 | 1894年01月25日 | 山口正定                     | [ 338 ] [ 339 ]                          |
| 明治27年   | 1894年04月24日 | 新冠御料牧場                                     |                | 1894年06月09日 | -                            | [ 340 ] [ 341 ]                          |
| 明治27年   | 1894年09月05日 | 秋田県                                           | 1894年09月06日 | 1894年09月13日 | -                            | [ 342 ] [ 343 ] [ 344 ]                  |
| 明治27年   | 1894年10月12日 | 大分県                                           | 1894年10月13日 |                | -                            | [ 345 ] [ 346 ]                          |
| 明治27年   | 1894年11月01日 | 山形県                                           |                | 1894年11月13日 | -                            | [ 347 ] [ 348 ]                          |
| 明治28年   | 1895年08月14日 | 福岡・鹿児島・熊本・長崎・佐賀                   | 1895年08月18日 | 1895年10月07日 | -                            | [ 349 ] [ 350 ] [ 351 ]                  |
| 明治29年   | 1896年         | 京都                                             | 1896年01月20日 | 1896年01月29日 | -                            | [ 352 ] [ 353 ]                          |
| 明治29年   | 1896年         | 北海道函館                                       | 1896年08月30日 | 1896年09月04日 | -                            | [ 354 ] [ 355 ]                          |
| 明治29年   | 1896年09月19日 | 京都・三重・愛知・滋賀・岐阜                     |                |                |                              | [ 356 ] [ 357 ]                          |
| 明治29年   | 1896年09月25日 | 大阪・兵庫・奈良（上記に追加）                   |                |                |                              | [ 356 ] [ 357 ]                          |
| 明治30年   | 1897年04月09日 | 新潟県                                           | 1897年04月10日 | 1897年04月13日 | -                            | [ 358 ] [ 359 ] [ 360 ]                  |
| 明治30年   | 1897年09月06日 | 兵庫県第2回水産博覧会                            |                |                | -                            | [ 361 ]                                  |
| 明治30年   | 1897年09月20日 | 静岡県                                           | 1897年09月23日 | 1897年09月28日 | -                            | [ 362 ] [ 363 ] [ 364 ]                  |
| 明治30年   | 1897年12月04日 | 京都府・兵庫県神戸                               | 1897年12月06日 | 1897年12月14日 | -                            | [ 365 ] [ 366 ] [ 367 ]                  |
| 明治31年   | 1898年05月23日 | 三重県伊勢神宮                                   | 1898年05月23日 | 1898年05月28日 | -                            | [ 368 ] [ 369 ] [ 370 ]                  |
| 明治31年   | 1898年11月12日 | 東京府八王子                                     | 1898年11月17日 | 1898年11月17日 | -                            | [ 371 ] [ 372 ]                          |
| 明治31年   | 1898年11月25日 | 京都府・大阪府・奈良県                           | 1898年11月27日 |                | -                            | 文徳天皇陵等の在所修理竣工の検分のため / |
| 明治32年   | 1899年05月13日 | 京都府・奈良県                                   |                |                | -                            | [ 375 ]                                  |
| 明治33年   | 1900年07月02日 | 小笠原島・八丈島                                 | 1900年07月06日 | 1900年07月24日 | -                            | [ 376 ] [ 377 ] [ 378 ]                  |
| 明治34年   | 1901年         | 京都府・大阪府                                   | 1901年04月15日 | 1901年05月12日 | -                            | [ 379 ] [ 380 ]                          |
| 明治34年   | 1901年         | 栃木県                                           | 1901年07月16日 |                | -                            | [ 381 ]                                  |
| 明治34年   | 1901年12月28日 | 京都府                                           | -              | -              | -                            | [ 382 ] [ 383 ]                          |
| 明治35年   | -              | 京都府                                           | -              | 1902年01月16日 | -                            | [ 382 ] [ 383 ]                          |
| 明治35年   | 1902年04月28日 | 京都府                                           | 1902年05月01日 |                | -                            | [ 384 ] [ 385 ]                          |
| 明治35年   | 1902年         | 栃木県日光                                       | 1902年07月07日 | 1902年07月11日 | -                            | [ 386 ] [ 387 ]                          |
| 明治35年   | 1902年         | 静岡県箱根御用邸                                 | 1902年08月13日 | 1902年08月21日 | -                            | [ 388 ] [ 389 ]                          |
| 明治35年   | 1902年08月23日 | 京都府                                           | 1902年08月29日 | 1902年09月24日 | -                            | [ 390 ] [ 391 ] [ 392 ]                  |
| 明治35年   | 1902年11月06日 | 埼玉県                                           |                |                | -                            | [ 393 ]                                  |
| 明治36年   | 1903年03月09日 | 神奈川・静岡・愛知・三重・岐阜・岡山             | 1903年03月11日 |                | -                            | [ 394 ] [ 395 ] [ 396 ]                  |
| 明治36年   | 1903年05月15日 | 大阪・石川・長野・新潟・山形・栃木               | 1903年05月16日 |                | -                            | [ 397 ] [ 398 ]                          |
| 明治36年   | 1903年09月10日 | 京都府                                           | 1903年09月12日 | 1903年10月07日 | -                            | [ 399 ] [ 400 ] [ 401 ]                  |
| 明治36年   | 1903年12月15日 | 栃木県                                           |                |                | -                            | [ 402 ]                                  |
| 明治38年   | 1905年03月22日 | 京都府                                           |                |                | -                            | [ 403 ]                                  |
| 明治38年   | 1905年04月24日 | 京都府・奈良県                                   |                |                | -                            | [ 404 ]                                  |
| 明治39年   | 1906年03月26日 | 京都府                                           |                |                | -                            | [ 405 ]                                  |
| 明治39年   | 1906年05月02日 | 小笠原島                                         |                |                | -                            | [ 406 ]                                  |
| 明治39年   | 1906年09月12日 | 京都府                                           |                |                | -                            | [ 407 ]                                  |
| 明治40年   | 1907年03月21日 | 京都府                                           |                |                | -                            | [ 408 ]                                  |
| 明治40年   | 1907年05月21日 | 新冠御料牧場・下総御料牧場外山支場               |                |                | -                            | [ 409 ]                                  |
| 明治41年   | 1908年03月20日 | 京都・大阪・兵庫・奈良・三重・滋賀・和歌山       |                |                | -                            | [ 410 ]                                  |
| 明治42年   | 1909年05月05日 | 京都・大坂・兵庫・奈良・三重・滋賀               |                |                | 山口鋭之助                   | [ 411 ]                                  |
| 明治43年   | 1910年03月08日 | 京都・大阪・兵庫・奈良・三重・滋賀・岡山・和歌山 |                |                | 山口鋭之助・本多辰次郎       | [ 412 ]                                  |
| 明治43年   | 1910年07月08日 | 京都                                             |                |                | -                            | [ 413 ]                                  |
| 明治44年   | 1911年04月25日 | 京都・大坂・奈良・滋賀・和歌山                   |                |                | 山口鋭之助                   | [ 414 ]                                  |
| 明治44年   | 1911年07月04日 | 京都帝国大学                                     |                |                | -                            | [ 415 ]                                  |

## 栄典

### 位階
維新前
- 嘉永5年3月27日（1852年5月15日）- 従五位下[4]
- 安政6年11月27日（1859年12月20日）- 従五位上[4]
- 文久2年1月5日（1862年2月3日）- 正五位下[4]
- 明治元年9月14日（1868年10月29日）- 従四位下[4]

維新後
- 1887年（明治20年）12月26日 - 正四位[416]
- 1916年（大正5年）6月20日 - 従二位[417]
- 1920年（大正9年）11月10日 - 正二位[283]

### 勲章等
| 受章年                     | 略綬 | 勲章名                   | 備考 |
| -------------------------- | ---- | ------------------------ | ---- |
| 1883年（明治16年）4月27日  |      | 勲六等単光旭日章         |      |
| 1888年（明治21年）12月26日 |      | 勲五等瑞宝章             |      |
| 1889年（明治22年）11月29日 |      | 大日本帝国憲法発布記念章 |      |
| 1895年（明治28年）12月28日 |      | 勲四等瑞宝章             |      |
| 1912年（大正元年）8月1日   |      | 韓国併合記念章           |      |
| 1915年（大正4年）11月7日   |      | 大正三四年従軍記章       |      |
| 1915年（大正4年）12月1日   |      | 勲二等旭日重光章         |      |
| 1920年（大正9年）11月10日  |      | 勲一等瑞宝章             |      |

### 外国勲章佩用允許
| 受章年                    | 国籍     | 略綬 | 勲章名           | 備考 |
| ------------------------- | -------- | ---- | ---------------- | ---- |
| 1905年（明治38年）6月16日 | 大清帝国 |      | 二等第二雙龍宝星 |      |

## 系譜
基本、『平成新修旧華族家系大成』下巻, p. 388および「系譜事蹟」を参照した。
- 父：東園基敬（1820 - 1883）
- 母：松浦（1824 - ） - 山本氏鍛女[3]
  - 長姉：敬子 - 和宮上臈[3][注釈 16]
  - 次姉：茂代（1848 - ） - 浅野忠英室[426]
  - 長妹：嘉禰子（1854 - 1917） - 植松雅平室（植松雅道母）[427]
  - 長弟：供義（1856 - 1891） - 桜井供愛養子[428]
  - 次妹：蓮瑞 - 西光庵住職[3]
  - 四妹：ミツ（1863 - 1937） - 浅野守夫後室[429]
  - 末妹：富子（1864 - 1905） - 水無瀬忠輔室[430]
- 前妻：東園忠子（1852 - 1899） - 伊木忠澄次女[431]、園基祥養女[432]
  - 長男：基光（1875 - 1934）
  - 長女：英子（1879 - 1880）
  - 次男：基靖（1882 - 1882）
  - 三男：忠愛（1884 - 1962） - 伊木鑒養子[431]
  - 次女：増子（1885 - 1913） - 慶光院利敬室[433]
  - 三女：愛子（1887 - 1972） - 櫻井亦男室
- 後妻：東園栄子（1868 - 1949） - 久邇宮朝彦親王第二王女[434]

### 原文
1. ↑  『官報』第2109号, 「宮内省達第十二號」
貴族院議員ノ選擧ニ應シタル者ハ宮内省中左ノ部局ノ職務ヲ兼ヌルコトヲ得ス
侍従職
式部職
皇太后宮職
皇后宮職
東宮職
大膳職
主殿寮
主馬寮
主獵局
帝室會計審査局
皇族家職
　　明治二十三年七月八日
奉　勅　　　　　宮内大臣　子爵土方久元
2. ↑  『官報』第4873号, p. 1, 「宮内省告示第四号」
邦彦王姉榮子女王殿下勅許ヲ經テ昨二十六日從三位子爵東園基愛ニ歸嫁セラル
　　　　明治三十二年九月二十七日　　　　宮内大臣　田中光顕